# 比特币减半
比特币减半（Bitcoin Halving）是比特币协议中一个预定的事件。比特币网络每产出 210,000 个区块后，矿工获得的区块奖励将减半。减半事件对比特币网络和市场有重要影响，尤其在供应量、矿工激励和比特币价格等方面。

## 基础概念
比特币是一种去中心化的数字货币，首次出现于中本聪（Satoshi Nakamoto）于 2008 年发布的论文《比特币：一种点对点式的电子现金系统》。2009 年，中本聪挖出了比特币网络的第一个区块，即“创世区块”，并在其 coinbase 交易中编码了一个字符串：“The Times 03/Jan/2009 Chancellor on brink of second bailout for banks”，而这句是当天泰晤士报的头版文章标题。
与传统货币不同，比特币不依赖中央银行或政府进行发行，而是通过一个分布式账本——区块链，来保证交易的安全和透明。
比特币每十分钟会产出一个区块，矿工们可以通过计算去竞争记账权。获得记账权的矿工能得到对应的区块奖励。最开始的奖励是每个区块 50 BTC，中本聪在协议中设置了每 210,000个区块（一般情况下周期约 4 年）之后区块奖励会缩减到原有的一半。
这种产量减半的机制被称为减半机制，后续其他 PoW 币种的经济模型均有所参考比特币的减半机制。通过减半这种等比递减的方式，比特币可以将总量锁定在 2100 万枚，无法增发。

## 比特币减半的历史
第一次减半：2012 年 11 月 28 日，区块高度 210,000 的比特币区块被挖出，播报方为 Slushpool，比特币的区块奖励从 50 BTC 降至 25 BTC；
第二次减半：2016 年 7 月 10 日，区块高度 420,000 的比特币区块被挖出，播报方为 F2Pool。区块奖励再次减半，从 25 BTC 降至 12.5 BTC；
第三次减半：2020 年 5 月 11 日，区块高度 630,000 的比特币区块被挖出，播报方为 AntPool。区块奖励从 12.5 BTC 降至 6.25 BTC；
第四次减半：2024 年 4 月 19 日，ViaBTC 挖出了区块高度 840,000 的比特币区块，标志着比特币第四次减半的到来，区块奖励从 6.25 BTC 降至 3.125 BTC。

## 比特币减半的影响
供应量：减半事件意味着比特币的发行速度变慢，降低了市场上的新比特币供应速度，有助于控制比特币的通货膨胀率，确保比特币的稀缺性。随着比特币接近最大供应量的上限，减半事件将变得更加重要，因为它象征着比特币逐渐变得更加稀有，这也是比特币作为一种资产类别的价值所在。
矿工：矿工奖励减少，可能会导致一些高成本矿工退出市场，影响比特币网络的矿工分布和算力。
价格：历史数据显示，减半后的几个月或一年内，比特币的价格往往经历一定的上涨。虽然减半本身并不会直接决定比特币的价格，但由于供应量的减少，投资者通常对减半事件产生高度关注，从而影响市场情绪。
网络安全性：矿工奖励的减少可能影响网络的安全性，因为矿工可能因盈利降低而减少计算资源的投入。